# Rathke-Assel

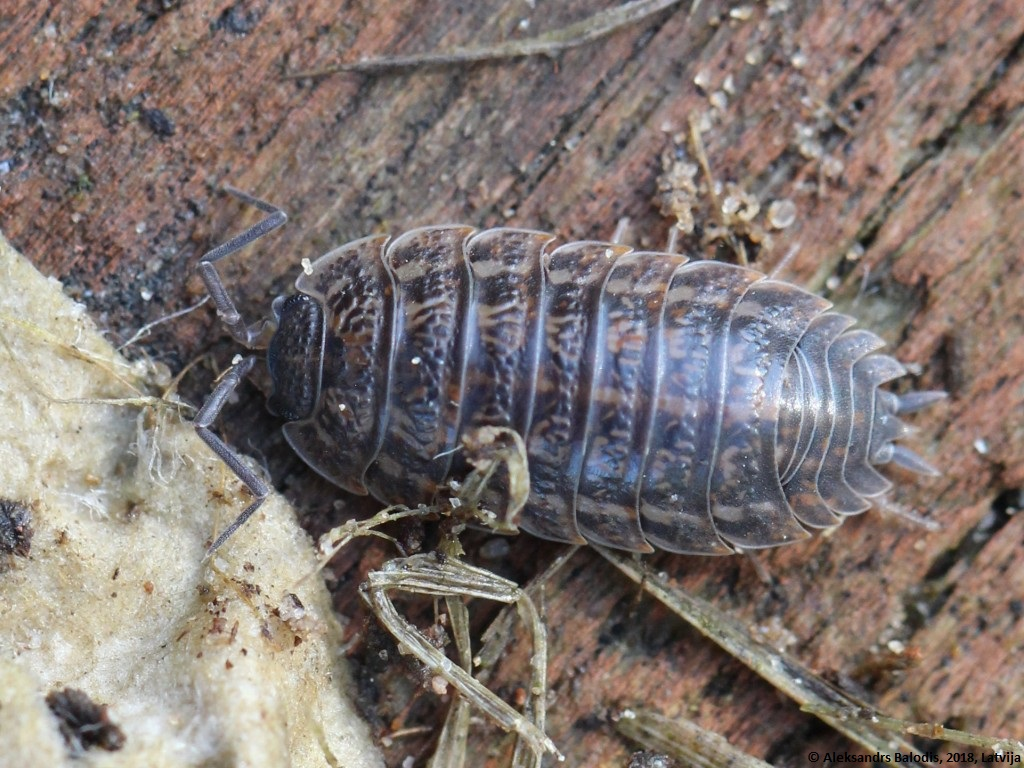
Eher dunkel gefärbtes Exemplar

Trachelipus rathkii, im Deutschen manchmal auch Rathke-Assel genannt, ist eine häufige europäische Landassel aus der Familie Trachelipodidae.

## Name
Die Art ist nach dem deutschen Zoologen Heinrich Rathke benannt, der sich unter anderem mit Krebstieren beschäftigte. Man könnte einen Rechtschreibfehler vermuten, eigentlich müsste der Name rathkei lauten. Falls einer Person eine neue Spezies gewidmet wird, ist es üblich, die Nachnamen zu latinisieren, die Endung dabei zu verändern (Rathkius), und davon den Genitiv zu bilden. Aus diesem Grund wird die Art manchmal als T. rathkei bezeichnet, aufgrund der Prioritätsregel bleibt jedoch der ursprüngliche Name gültig.
Der Gattungsname lässt sich vermutlich von lat. trachea = Luftröhre und griechisch pus = Fuß herleiten. Der Name kommt daher, dass an den Pleopoden (Schwimmbeine bei vielen anderen Krebstieren) bei der Gattung Trachelipus 5 paarige Pseudotracheen zur Sauerstoffaufnahme aus der Luft liegen. 
Trachelipus rathkii bedeutet somit direkt übersetzt so viel wie "Rathkes Tracheenfuß".

## Merkmale
Trachelipus rathkii wird bis 15 Millimeter groß und ähnelt der Kellerassel. Der abgeflachte Körper ist mit großen und eher flachen Höckern bedeckt. Der Mittellappen am Kopf ist wenig hervortretend und gleichmäßig gerundet, während die Seitenlappen deutlich ausgeprägt und schräg nach außen ausgerichtet sind. Ein stumpfer Winkel befindet sich zwischen Mittel- und Seitenlappen. Die Fühlergeißel ist zweigliedrig, die Länge der beiden Glieder zueinander variiert je nach Alter: bei jungen Tieren ist das Endglied etwas länger, mit dem Alter gleichen sich die Längen der beiden Glieder an. Die Uropodenexopodite sind stiftförmig und die Drüsenporenfelder liegen nah am Rand der Epimeren. Es gibt 5 paar Pseudotracheen an den Pleopoden.
Trachelipus rathkii hat zwei weiße Längsstreifen, die an den Rändern der Peraeomeren verlaufen. Die restliche Färbung ist variabel und in unterschiedlichen Anteilen orangebraun, schwarz und weiß marmoriert. Es kommen auch häufig beinahe vollständig schwarze, graue, orange oder braune Tiere vor. Wie bei vielen Asselarten sind die  Weibchen durchschnittlich etwas heller.

### Verwechslungsarten
Die Art ähnelt der Kellerassel Porcellio scaber, mit der sie häufig verwechselt wird. Unterschiede sind beispielsweise die Anzahl der bei lebenden Tieren weißen Pseudotracheen an den Pleopoden, der rundere mittig am Kopf befindliche Stirnlappen und stumpfere Tuberkel auf der Körperoberfläche. Auch die zwei weißen Längsstreifen am Rücken sind typisch für die Gattung Trachelipus. Die Mauerassel (Oniscus asellus) hat 3 Fühlergeißelglieder. 
Eine sehr ähnliche Art ist die seltenere, nah verwandte Art Trachelipus nodulosus, deren westliche Verbreitungsgrenze durch Deutschland verläuft und an warmen und trockenen Lebensräumen vorkommt. Sie kann nur durch die Lage der Drüsenporenfelder an den Epimeren und den männlichen Pleopoden unterschieden werden. In Körperbau und Größe ähnelt auch Trachelipus ratzeburgii der Art, bei dieser sind jedoch die ausgezogenen Ränder der Tergite häufig orange gefärbt und der bogenförmig gerundete Mittellappen / die Leiste am Kopf stößt in einem spitzen statt einem stumpfen Winkel an die Seitenlappen. In Osteuropa gibt es weitere, sehr ähnliche Arten.

## Lebensraum und Verbreitung

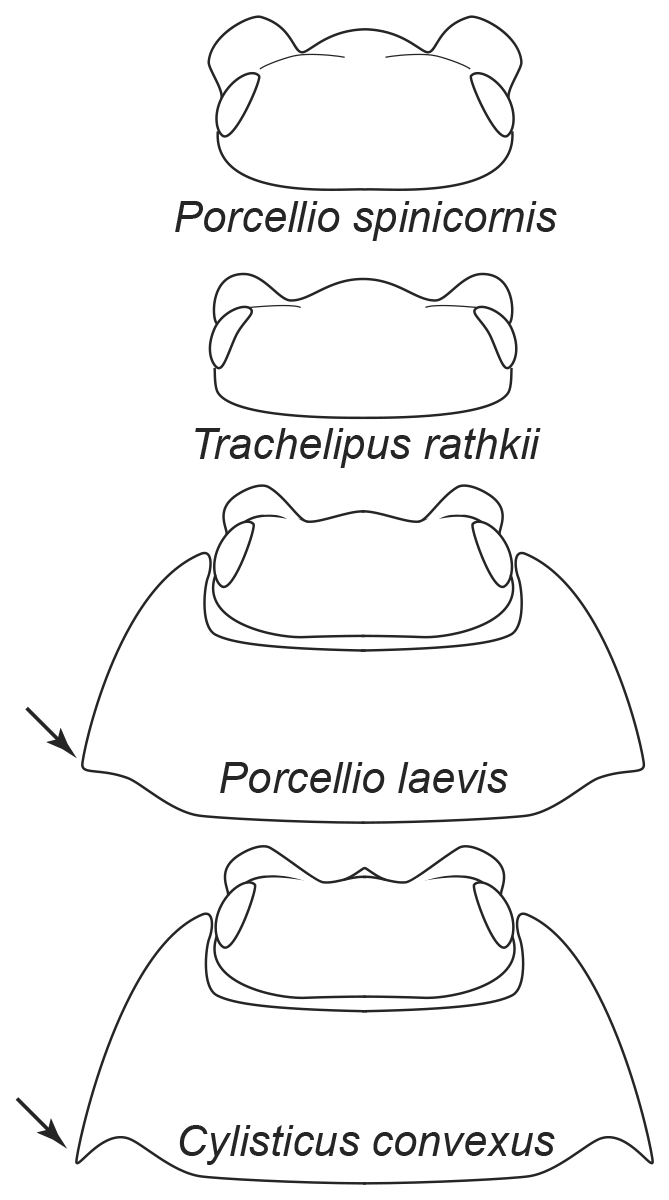
Die Kopfform von Trachelipus rathkii verglichen mit einigen anderen Asseln

Trachelipus rathkii ist sehr anspruchslos und anpassungsfähig. Die Art kann mehrere Wochen im Wasser überleben, weshalb sie in Auwäldern und Überschwemmungsgebieten häufig die dominierende Asselart ist. Sie ist oft an Gewässer- oder Grabenrändern zu finden. Gleichzeitig kommt sie auch in sehr trockenen Lebensräumen vor, wie Halbtrockenrasen oder Felder. Auch in kalkarmen Gebieten kommt sie gut zurecht. Sie bevorzugt eher offene Lebensräume, kommt vereinzelt aber auch im Wald vor. Auch in Ameisennestern hält sie sich auf, im Siedlungsbereich ist sie typischerweise nicht anzutreffen.
Die Art kommt in großen Teilen Europas und im Westen Russlands vor, nur im Mittelmeerraum fehlt sie weitgehend. Sie wurde auch nach Nordostamerika eingeschleppt, wo sie mittlerweile sehr häufig vorkommt. Auch in Deutschland ist sie eine der häufigsten Asseln.

## Lebensweise
Trachelipus rathkii verbirgt sich tagsüber, oft in großer Anzahl, unter Totholz, Rinde, Steinen, Gras und dergleichen. Laut Gruner können die Tiere bis 66 Tage unter Wasser überleben und währenddessen Nahrung aufnehmen. Andere Arten, wie die Kellerassel, halten es trotz ihrer Kiemen nur wenige Stunden oder Tage im Wasser aus. Das Geschlechterverhältnis ist unausgeglichen, circa 64 bis 80 Prozent der Tiere sind weiblich. Pro "Wurf" und Weibchen beträgt die Nachkommenzahl durchschnittlich 60. Zum Schutz vor Feinden kann sich die Art, anders als Rollasseln, nicht einrollen, sie presst sich stattdessen flach an den Untergrund.

## Taxonomie
Die Art wurde 1833 von Johann Friedrich von Brandt unter dem Namen Porcellio rathkii erstbeschrieben. Weitere Synonyme lauten:
- Porcellio affinis C.L. Koch, 1841
- Porcellio confluens C.L. Koch, 1841
- Porcellio ochraceus C.L. Koch, 1841
- Porcellio parietinus L. Koch, 1901
- Porcellio striatus Schnitzler, 1853
- Porcellio sylvestris C.L. Koch, 1838
- Porcellio taeniatus Schoebl, 1861
- Porcellio tetramoerus Schnitzler, 1853
- Porcellio trilineatus C.L. Koch, 1841
- Porcellio trivittatus Lereboullet, 1853
- Porcellio varius C.L. Koch, 1841
- Trachelipus affinis (C. Koch, 1841)
- Trachelipus waechtleri Strouhal, 1951